# Superstar (canción de Madonna)
«Superstar» es una canción de la cantante estadounidense Madonna, perteneciente a su duodécimo álbum de estudio MDNA (2012). Fue publicada el 3 de diciembre de 2012 solo en Brasil como un sencillo en CD promocional con el periódico brasileño Folha de S. Paulo. Michael Malih, Hardy «Indigo» Muanza y Madonna la compusieron y produjeron. Es una canción dance pop que cuenta con influencias del pop y la electrónica e instrumentos de sintetizadores, guitarras y tambores. La hija de Madonna, Lourdes Leon, participó como corista. La letra habla sobre Madonna comparando a su amante con personajes históricos y alega que es su «mayor admiradora».
La portada que acompañó al sencillo fue creada por la graffitera brasileña Simone Sapienza, que ganó un concurso patrocinado por el proyecto Keep Walking Brazil de Johnnie Walker en Brasil. Fue elegida por Madonna después de estar entre los diez finalistas. La pista recibió reseñas generalmente positivas de los críticos de la música: la mayoría consideró que era uno de los momentos más destacados y sobresalientes de MDNA, además de llamarla «dulce» y «amable»; sin embargo, descartaron el contenido lírico. El tema fue utilizado para una campaña de televisión del canal Bravo. Madonna tenía planes de filmar un videoclip del tema para octubre de 2012. Sin embargo, recibió controversia debido a su concepto, pues quería vestirse como una «Novia del Terror», una combinación de un velo iraquí y el uniforme de un soldado de los Estados Unidos. Debido a esto, la intérprete decidió no utilizar el vestuario ni tampoco filmar el vídeo.

## Antecedentes  y composición

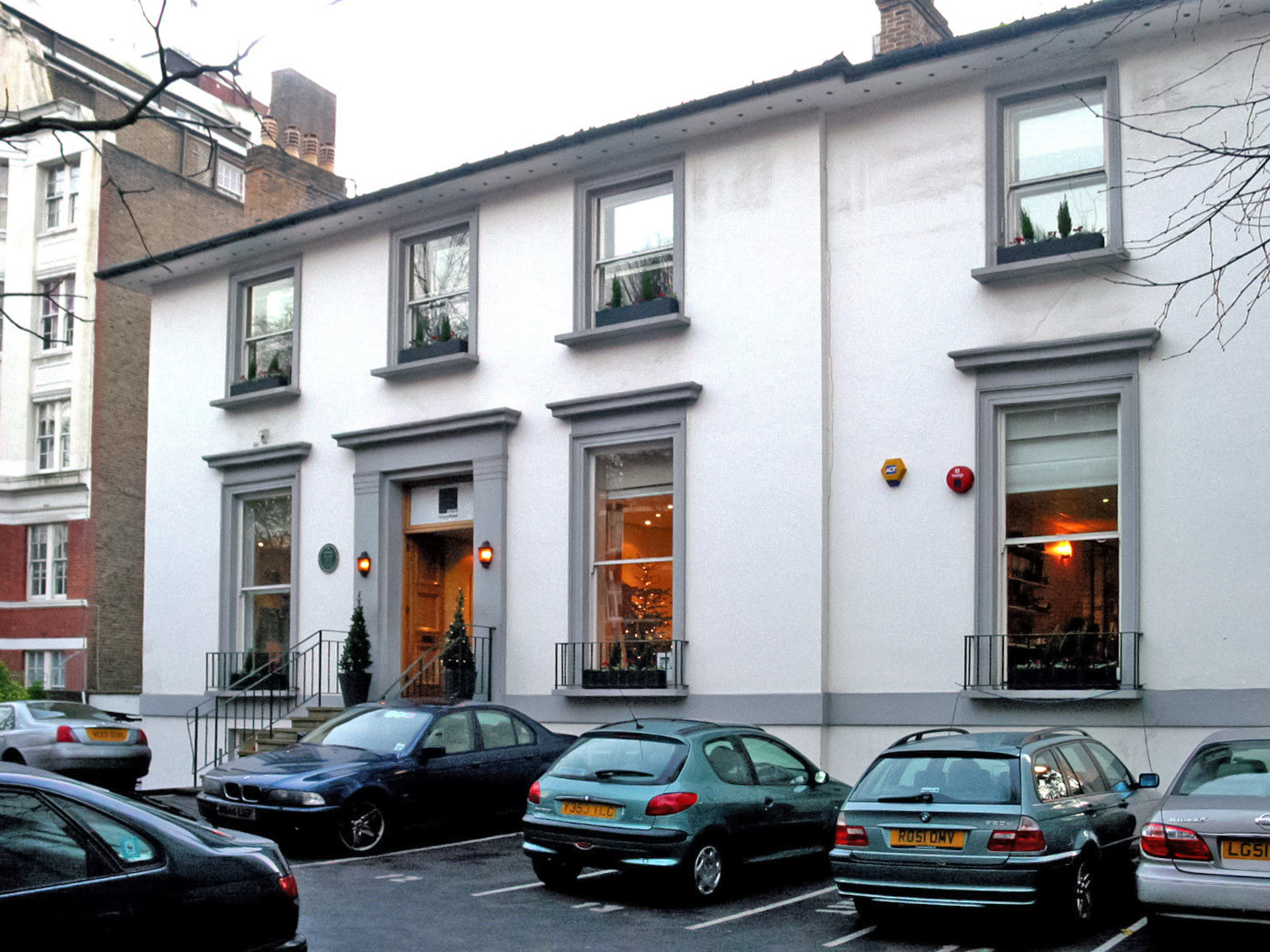
Los estudios Abbey Road, donde se reunieron críticos para escuchar la canción.

Madonna, Hardy «Indigo» Muanza y Michael Malih compusieron y produjeron «Superstar». Fue grabada en los estudios MSR de Nueva York. Después de la grabación de MDNA, numerosos críticos del mundo fueron invitados a los estudios Abbey Road para revisar el álbum. Después de la invitación, los críticos dijeron en comentarios que la canción cuenta con la hija de Madonna, Lourdes Leon, como corista, donde Madonna confirmó que era verdad. Cuando Madonna estaba hablando con The Sun acerca de la colaboración de su hija, comentó: «Sí, es mi corista. Se acercó al estudio ese día, y le dije, "¿puedes cantar esta parte?" y aceptó. Tiene muy buena voz. Es bastante tímida y no lo reconoce».
«Superstar» es un tema uptempo dance pop, que cuenta con influencias del pop y la electrónica. En la letra, Madonna hace referencia a personajes históricos como James Dean, Al Capone, Bruce Lee, Julius Caesar, Abraham Lincoln y John Travolta, y alega que es su «mayor admiradora». Cuando llega al puente, son evidentes también influencias del dubstep. En la canción, cuenta con «ambientes brillantes construidos a partir de un circuito resonante de guitarra y haciéndose eco del patrón tam-tam que podría haber sido construido de un tambor Beatle relleno». El estribillo «ooh la la, you're a superstar» —«Ooh la la, eres una superestrella»— alberga una letra tan torpe que su estupidez suena casi deliberada: «You can have the password to my phone / I'll give you a massage when you get home» —«Puedes tener la contraseña de mi teléfono / Te daré un masaje cuando llegues a casa»—.

## Portada y lanzamiento
La graffitera brasileña Simone Sapienza, conocido como Siss, creó la portada para «Superstar». El graffitero Binho Ribeiro y Giovanni Bianco lo dirigieron. En la portada Madonna luce un pantalón corto con un látigo, mientras se lee una frase: los pantalones dicen «¡vamos a cenar!», mientras que el látigo dice «pero debes pagar». Anteriormente se abrió un concurso patrocinado por el proyecto Keep Walking Brazil, el proceso había seleccionado treinta portadas, y fue elegida por Madonna después de estar entre los diez finalistas de un concurso patrocinado por el proyecto Keep Walking Brasil, de Johnnie Walker. La creadora dijo que no sabía que estaba participando de un concurso de la portada. Comentó sobre Madonna: «Mi trabajo está conectado con la condición de la mujer. Me gustan las mujeres fuertes, que trabajan duro para lo que es correcto».
«Superstar» fue lanzado como un sencillo promocional en Brasil el 3 de diciembre de 2012. Los lectores del diario brasileño Folha de S. Paulo recibieron una copia gratuita del sencillo junto con su periódico. El CD promocional incluye la versión original del álbum junto con una versión remezclada de DJ Eddie Amador. También fue utilizada para una campaña de televisión de Estados Unidos del canal Bravo, donde apoyaban la promoción de «Verano de Bravo» e incluían estrellas de su programación original.

## Respuesta crítica
En términos generales, «Superstar» recibió reseñas favorables de los críticos de la música. Matthew Todd de Attitude comentó que era «uno de los momentos más destacados» en MDNA y «la canción más dulce que Madonna haya publicado desde "Cherish" (1989)». Del mismo modo, Ernesto Sánchez de People en Español citó a «Superstar» como «un guiño a la dulce "Cherish"»; sin embargo, criticó que, cuando habla sobre Brando, Travolta y Dean, lo hace en un estilo a «Vogue» (1990), y finalizó: «¿Madonna repitiéndose a sí misma?, ¿desde cuándo?». Becky Bain de Idolator la llamó una «canción de amor dulce» y la comparó como la versión más dulce y más simplificada de «Ray of Light». De manera similar, el periódico mexicano Vanguardia comentó que era «otro tema de esos que le encantará a los que creen que "Ray of Light" es lo mejor que ha hecho Madonna en su vida». Y añadió que era «amable» y un «buen tema». Pearl Boshomane de The Times Live afirmó que, junto con «I'm a Sinner», «Superstar» era «pegadiza». Andy Gill de The Independent indicó que fue un «evidente éxito» y la comparó con «Vogue». Keith Caulfield de Billboard señaló que en «Superstar», «Madonna se hace referencia a ella misma otra vez, pero de una manera fresca, atrevida». Esteban Rico del sitio Sentido G comentó que era «una especie de "Give Me All Your Luvin'" menos acelerada» y afirmó que era el «momento más liviano de MDNA». Maura Johnston de The Village Voice la elogió, al decir que «es una canción de amor sincera con una melodía memorable al instante», pero criticó su producción, y dijo que «trae a la mente los comerciales de Conexión de la Educación con la camarera rapeando, o tal vez un comercial para una nueva línea de tampones».
Alexis Petridis de The Guardian la describió como «sacarina». Dean Piper de The Mirror dijo que no era «una de las que estaba inmediatamente interesado – pero es la que está en mi cabeza. Líricamente es muy simple [...] Es más convencional y un poco más roquero que los otros». El sitio web español Jenesaispop dijo que era «el pop chicle de True Blue». Gordon Smart de The Sun la llamó la más «sobresaliente» del álbum. Celina Alberto de La Voz del Interior la calificó, junto con «Masterpiece», como «tierna». Priya Elan de NME fue muy positiva y dijo que, junto con «Girl Gone Wild», son «logros» y «suenan mejor como las que son calificadas como buenas». Robert Copsey de Digital Spy dijo que «Superstar» era «la más relajada» en el álbum, y declaró que el resto fueron «agresivas». Neil McCormick de The Telegraph la describió como «dulce y veraniega». Sin embargo, Michael Roffman de Time fue más crítico hacia el contenido lírico, la describió como «infantil» y su letra sonaba como si estuviese «despojado del cuaderno de un estudiante de quinto grado en la feria de la historia». Sal Cinquemani de Slant Magazine le dio una revisión variada, e indicó que su contenido lírico fue un «paso en falso». Virgin Media también le dio una crítica agridulce, con una puntuación de tres estrellas de cinco y lo llamó una «rebanada pasable con tonos electropop». Enio Chiola de PopMatters le dio una revisión pobre hacia su contenido lírico, al llamarlo «mal escrito», pero afirmó que canciones como «Superstar» y «Masterpiece»; «indica que Madonna no es solo un desastre lloriqueando de amargura». Matthew Perpetua de Pitchfork Media dijo que, junto con «B-Day Song», son «letras cautivadoras [y] mudas» y «rencorosos de arrastre en lugar de insulsos proxenetismos».

## Vídeo musical
Pese a que finalmente no hubo un videoclip confirmado o producido, algunos medios de comunicación tales como Sky News afirmaron que se rodaría uno en octubre de 2012. Antes de grabarlo, Madonna quería vestirse como una «Novia del Terror», que es una combinación de un velo de novia iraquí y el uniforme de un soldado de los Estados Unidos. Sin embargo, estas declaraciones causaron temor por su seguridad. Según fuentes, los asesores le convencieron de no usar el traje porque pensaban que «pondría su vida en peligro». Las fuentes declararon luego: «[Madonna] tenía el equipo listo para salir. Estaba realmente orgullosa de ello y dijo que era su traje de "Novia del Terror" [...] Al principio, cuando la gente comenzó diciéndole que era locura, ella solo se limitó a ignorarlos, pero cuando mencionaron que sus acciones podrían poner su vida en riesgo, decidió deshacerse de su vídeo y que sin duda no lo usaría en el escenario».
Después de que esto fue anunciado, Madonna dijo que estaba «muy decepcionada» de no usar el equipo. Según The Sun, «estaba muy decepcionada como fue tan firme sobre él. Y aun cuando dijo que no iba a seguir adelante, guiñó el ojo y dejó en claro que estaba siendo dejado de lado... "por ahora"». Madonna comentó que quería que el vídeo sea una declaración contra la opresión contra las mujeres y la guerra.

## Lista de canciones
- Sencillo en CD

| Edición especial de Keep Walking Brazil |                                  |          |  |
| N.º                                     | Título                           | Duración |  |
| 1.                                      | «Superstar»                      | 3:55     |  |
| 2.                                      | «Superstar» (Eddie Amador Remix) | 6:18     |  |

## Historial de lanzamientos
| País   | Fecha                  | Formato        | Discográfica                    | Ref.  |
| ------ | ---------------------- | -------------- | ------------------------------- | ----- |
| Brasil | 3 de diciembre de 2012 | CD promocional | Interscope Records, Live Nation | [ 1 ] |